# Isle (reka)
Isle je 235 km dolga reka v jugozahodni Franciji, desni pritok reke Dordogne. Izvira v jugozahodnem delu Centralnega masiva južno od Limogesa, teče pretežno proti jugozahodu mimo Périgueuxa in se pri Libournu izliva v Dordogne.

## Geografija

### Porečje
- Auvézère
- Vern
- Beauronne
- Crempse
- Duche
- Dronne (Coutras)

### Departmaji in kraji
Reka Isle teče skozi naslednje departmaje in kraje:
- Haute-Vienne: Le Chalard,
- Dordogne: Jumilhac-le-Grand, Savignac-les-Églises, Périgueux, Saint-Astier, Neuvic, Mussidan, Montpon-Ménestérol,
- Gironde: Coutras, Guîtres, Libourne.